# Dragpa Dundrub
Pour les articles homonymes, voir Dhondup.
Gyaltsab Rinpoché
Drakpo Paljor Dragpa Choyang
Dragpa Dundrub (tibétain : གྲགས་པ་དོན་གྲུབ, Wylie : grags pa don grub 1550- 1617) reconnu comme 4e Gyaltsab Rinpoché, est né près de Lhassa et a reçu la transmission de la lignée du Karmapa et du 5e Shamar Rinpoché. Il était renommé pour ses commentaires et il eut des centaines de disciples.

## Biographie
Dragpa Dundrub, alors 4e Gyaltsab Rinpoché, et le 5e Shamar Rinpoché, se rendirent dans le Kham pour escorter le 9e karmapa Wangchuk Dorje à Tsourphou, une période durant laquelle Pawo Rinpoché fut leur régent. Ce dernier intronisa le karmapa et conféra les vœux de novice au karmapa et à Dragpa Dundrub.